# Allan Quatermain
Allan Quatermain, es un personaje de ficción creado por H. Rider Haggard como protagonista de su novela Las minas del rey Salomón y sus diversas secuelas y precuelas. Allan Quatermain fue también el título del libro de esta serie publicado en 1887.

## Biografía del personaje
Quatermain es un cazador inglés de caza mayor en África. Aunque no es exactamente anti-colonial en sus puntos de vista, parece favorecer fuertemente a los nativos africanos, teniendo una opinión sobre cómo se gestionan sus asuntos, una perspectiva bastante progresista para un victoriano. Quatermain es la quintaesencia del hombre habituado al aire libre que encuentra las ciudades y el clima ingleses insoportables, por lo que prefiere pasar la mayor parte de su tiempo en el continente africano, donde es conocido por los nativos como Macumazahn o ‘el que vigila en la noche’. Quatermain viaja con frecuencia con sus compañeros ingleses Sir Henry Curtis y el capitán John Good de la Marina Real, su amigo africano Umslopogaas y su criado hotentote Hans. Quatermain estudió en su juventud en el Colegio Eton. Vivió en Yorkshire luego de su aventura en busca de las minas del Rey Salomón durante tres años, hasta que se enteró de la muerte de su hijo y partió nuevamente a África.
Sobre la familia de Quatermain se sabe poco. Estuvo casado dos veces y en ambas ocasiones enviudó poco después de la boda; la impresión de parte de sus memorias se confía en la serie al hijo de Quatermain, Harry, cuya muerte se lamenta gravemente en el prólogo de la novela Allan Quatermain. Harry Quatermain había sido un estudiante de medicina que murió de viruela mientras trabajaba en un hospital. Se ha especulado con la posibilidad de que Quatermain tuviera otros hijos (por ejemplo, los árboles genealógicos de la familia Wold Newton indican que Quatermain tuvo una hija que entabló una relación con Sherlock Holmes) pero en las historias originales Harry parece haber sido hijo único: tras su muerte, su padre se lamenta de ser un viejo «sin una mujer a su lado para confortarse.»

## Versiones posteriores
Además de las obras de Haggard, el personaje fue utilizado por el escritor de ciencia ficción Philip José Farmer como miembro de la familia Wold Newton. También fue utilizado por los novelistas gráficos Alan Moore y Kevin O'Neill en su serie The League of Extraordinary Gentlemen, que fue adaptada al cine en 2003 en una película del mismo nombre. En la novela gráfica Quatermain tiene una relación pasajera con Mina Harker (de Drácula), mientras en la película es el líder de la Liga, convirtiéndose en una figura casi paternal para el agente estadounidense Tom Sawyer, a quien enseña sus técnicas de tiro antes de morir. El uso del personaje por otros autores estuvo permitido gracias a que había pasado al dominio público, al igual que Sherlock Holmes.
Sus historias han inspirado a personajes famosos, como es el caso de Indiana Jones.
El personaje de Allan Quatermain ha sido encarnado en cine y televisión por Richard Chamberlain, John Colicos, Sean Connery, Cedric Hardwicke y Patrick Swayze. Stewart Granger también interpretó a Quatermain en la adaptación de 1950 de Las minas del rey Salomón, dirigida por Compton Bennett y ganadora de dos Premios Óscar.

## Descripciones
En el cuento "Hunter Quatermain's Story", se lo describe como un hombre pequeño que cojeaba. Su amigo Sir Henry lo presenta como el cazador más viejo de África, y el que ha matado más elefantes y leones. Luego, quien hace el relato en el cuento lo describe en estas palabras: "un extraño y pequeño cojo, y por más que su tamaño era insignificante, valía la pena quedarse mirándolo. Tenía cabello corto y canoso, erizado como el de un cepillo, dulces ojos marrones, que parecían notar todo, y un rostro marchito, bronceado con el color de la caoba por la exposición al clima. Habló, también, con un extraño pequeño acento, que hizo notable su habla".

## Novelas

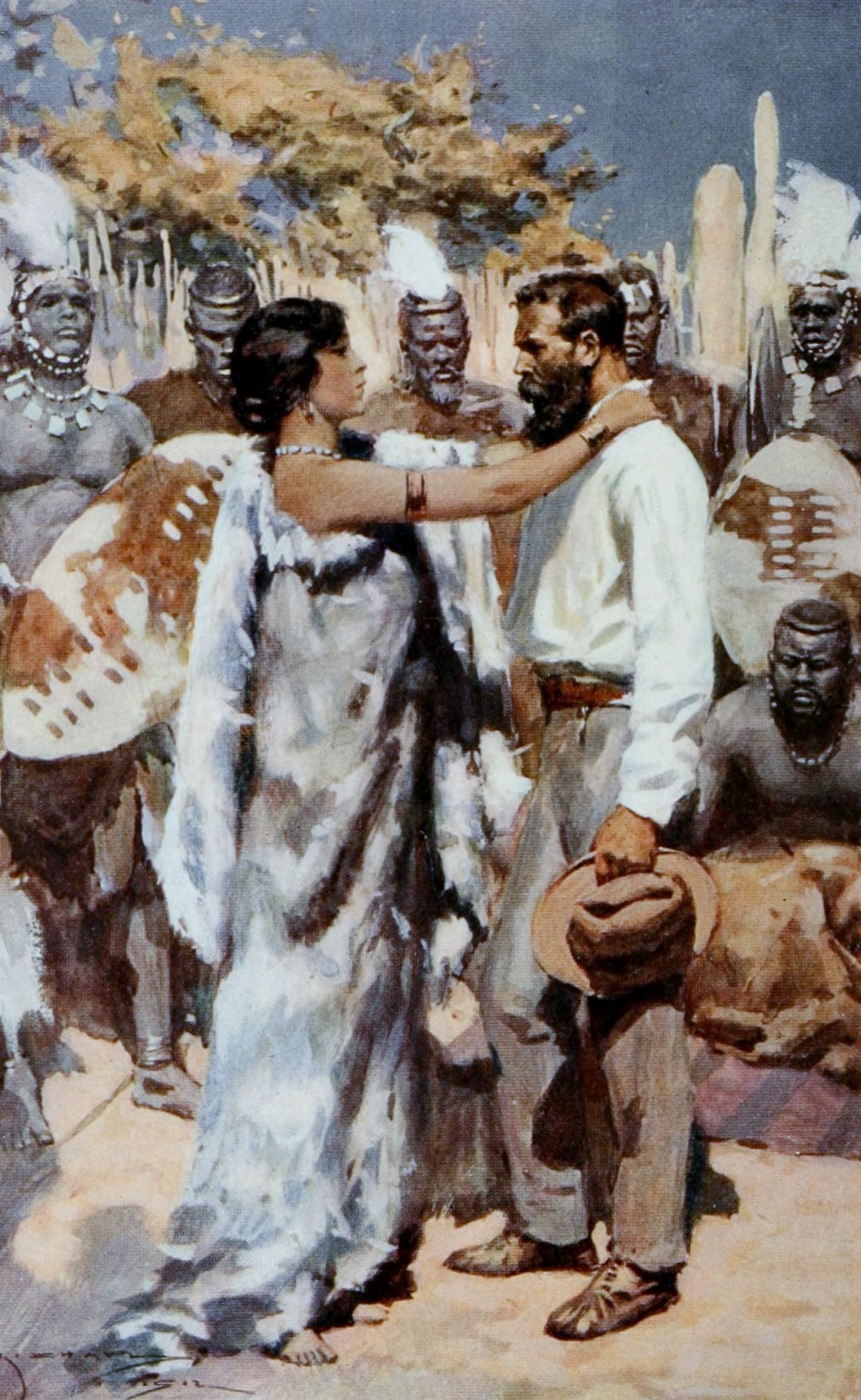
"Child of Storm" (Niño de tormenta) de H. R. Haggard, tercera edición. Ilustración de portada por A. C. Michael

Los libros escritos por H. Rider Haggard sobre Allan Quatermain son:
- Las minas del rey Salomón (1885)
- Allan Quatermain (1887)
- La mujer de Allan (1887)
- La venganza de Maiwa (1888)
- Marie (1912)
- Niño de tormenta (1913)
- La flor sagrada (1915)
- Finished (1917)
- El niño de marfil (1916)
- El antiguo Allan (1920)
- Ella y Allan (1920)
- Heu Heu o el monstruo (1924)
- El tesoro del lago (1926)
- Allan y los dioses del hielo (1927)
- Historias de Allan. Las aventuras no contadas de Allan Quatermain

## Cine
- Las minas del rey Salomón (1937), dirigida por Robert Stevenson, con Cedric Hardwicke.
- Las minas del rey Salomón (1950), dirigida por Compton Bennet y Andrew Marton, con Stewart Granger.
- Batusi (Retorno a las minas del rey Salomón) (1959), dirigida por Kurt Newman, con George Montgomery (interpretaba al hijo de Quatermain).
- Tarzán en las minas del rey Salomón (1973), dirigida por José Luis Merino, con Jacinto Molina.
- El tesoro del rey Salomón (1977), dirigida por Alvin Rakoff, con John Colicos.
- Las minas del rey Salomón (1985), dirigida por Jack Lee Thompson, con Richard Chamberlain.
- Allan Quatermain y la ciudad perdida del oro (1987), dirigida por Gary Nelson, con Richard Chamberlain.
- La liga de los caballeros extraordinarios (2003), con Sean Connery.
- Las minas del rey Salomón (2004), dirigida por Steve Boyum, con Patrick Swayze.